# Christopher Alexander
Christopher Wolfgang Alexander, född 4 oktober 1936 i Wien, Österrike, död 17 mars 2022 i Binsted nära Arundel i West Sussex, var en arkitekt och designteoretiker som växte upp i Storbritannien och var verksam i USA.
Alexander var professor vid University of California i Berkeley, och yrkesverksam som entreprenör och arkitekt. Alexander var mest känd för sina teoretiska bidrag kring arkitektur, konstruktion och samhällsplanering.
Han utvecklade, tillsammans med Sarah Ishikawa och Murray Silverstein, "A Pattern Language" - en arkitekturmetodik som syftar till att ge alla människor möjligheten att formge god arkitektur på egen hand. Grundtanken är att de som brukar arkitekturen bättre vet vilken byggnad de behöver än en arkitekt.

## Biografi
- The Timeless Way of Building (1979): Presenterar Alexanders teori om "en (tidlös) arkitektur lika gammal som träden, bergen och våra ansikten".
- A Pattern Language: Towns, Buildings, Construction (1977): En handledning i hur "språket" ska användas.
- The Oregon Experiment (1988): "Språket" implementerat på University of Oregon.
- The Nature of Order (2003- ): En ny serie böcker om (bokstavligen!) allt mellan himmel och byggnad.